# 空中運動
空中運動（英語：Air sports）指操纵、制作、驾驶、搭乘各种飞行器，实现自主飞行或滑翔的目的。与其他的飞行活动不同，进行航空运动的人注重飞行体验，致力于突破各种技术上的限制，挑战自身极限。航空运动的参与多以体育比赛的形式表现，不同的项目有各自的比赛规则。各类航空运动在全世界范围内均有人群进行广泛的参与，目前，很多国家都设有专门进行航空运动管理工作的官方或非官方团体。
国际上设有国际航空运动联合会，该组织是非盈利非官方的国际性组织，针对各个航空运动项目的国际交流和推广进行工作，该组织还负责一些航空运动世界纪录及一些国际性奖项的提名和认定。
航空运动包括但不限于以下类别：
- 热气球
  - 自由气球
  - 可操纵气球
  - 飞艇
- 通用航空
  - 领航飞行
  - 精确飞行
  - 接力飞行
- 滑翔机
  - 动力滑翔机
- 航空模型
  - 模型飞机
  - 航天模型
- 跳伞
- 特技飞行
  - 飞机特技飞行
  - 滑翔机特技飞行
- 悬挂滑翔及滑翔伞
- 航天飞行
  - 航天飞行器
  - 空天飞行器
- 自转旋翼机
  - 直升机
  - 可倾斜旋翼机
- 超轻型飞行器及动力伞
  - 动力悬挂滑翔机
- 人力航空器
- 无人航空器（UAV）
- 太阳能飞行器
- 电动力飞行器

有些航空运动项目有自己的国际或地区性组织，在国际航空运动联合会之外自行制定规则，如：
·世界翼装飞行联盟 
·火箭竞速联盟 